# Западна Малайзия
Полуостровна Малайзия (на малайски: Semenanjung Malaysia), известна също като Западна Малайзия (по-рано Малая), е основна териториална част от Малайзия, която заема на полуостров Малака и съседните острови площ от 130 598 km2. Той споделя по суша границата с Тайланд на север, а южно е разположен остров Сингапур, с който полуостровът е свързан със земен насип и висящ мост През Малакския проток на запад е остров Суматра (Индонезия). Източна Малайзия (на остров Калимантан) се намира на изток през Южнокитайско море. По данни от 2105 г. полуостров Малайзия концентрира по-голямата част (около 80%) от населението и икономиката на Малайзийската федерация.

## Топонимия
Полуостровна (Западна) Малайзия е известна още под имената Малайзия Барат и Малая ( Tanah Melayu ). Терминът  полуостров Малайзия  се използва като  Малая  или  Малака , но вече не е актуален и е свързан с колониалната епоха. Въпреки това трите термина са синоними.  Малая  все още се използва в имената на някои институции, например Върховен съд на Малая, Университет на Малая, Малайски Железници и т.н. До 1946 терминът  Малая  включва също Сингапур.

## География

### Климат и релеф
Климатът на полуостровна Малайзия е горещ и влажен. Средната януарска температура е 25 °C, а през юли – 27 °C. Колебанията в температурата през деня могат да варират от 20 °C до 35 °C. Средната годишна сума на валежите е между 3000 – 4000 мм в равнините до 6500 мм в планините. Валежите са главно под формата на проливни дъждове. Много от тях настъпват от октомври до януари, а месеците с най-малко влажност са юли и февруари. Територията на Западна Малайзия е предимно нискохълмиста и нископланинска, с екваториален климат и тропически дъждовни гори. Най-високите върхове са Тахан (2187 m) и Корб (2182 m). Бреговата линия е разчленена от големи заливи, но почти без плажове. Крайбрежните острови са малко, като най-големият от тях е Пенанг. Реките в Западна Малайзия, които образуват гъста мрежа, са пълноводни през цялата година. Поради поройните валежи нивото им е предмет на значителни колебания, което често води до катастрофални наводнения. При сливането на реките в морето обикновено са блокирани от пясъчни коси, възпрепятстващи навигацията. Най-дългите реки са Паханг (320 км) и Перак (270 км). По-голямата част от скалите, които образуват на геологичната повърхност на Западна Малайзия включват гранити, кварцити, варовици и шисти. Основните минерални ресурси са находища на калай, за добива на който страната се нарежда на второ място в света след Тайланд.
Западна Малайзия е покрита с гъсти вечнозелени тропически гори, които са доминирани от дървесна растителност от семейство Dipterocarpaceae. Срещат се много видове палми, а също така, бамбук, диви банани и дървесни папрати. Най-ценна е дървесината на видовете ченгал, балау и капур. До 1500 м надморска височина в горите доминира субтропическата растителност, а над 2000 м – растения от умерените ширини. В крайбрежните лагуни растат мангрови гори от видовете Rhizophora и Avicénnia, а в солената вода на речните устия – ниски храсти. Фауната принадлежи към индо-малайски зоогеографски район. Сред бозайниците са най-често срещаните макаци, гибони, дървесни земеровки, малайски мечка, тигър, малайски тапир, леопард.

### Административни единици
Полуостров Малайзия се състои от следните 11 щата и две федерални територии (като се започне от север на юг):
- Северен регион: Перлис, Кедах, Пенанг, Перак;
- Източно крайбрежие: Келантан, Теренггану, Паханг;
- Централният регион: Селангор, федерални територии Куала Лумпур и Путраджая;
- Южен регион: Негери Сембилан, Малака, Джохор.

| №  | Наименование    | Статус              | Глава на субекта    | Административен център | Площ, км² | Население, чел. (2010) | Гъстота, чел./км² |
| -- | --------------- | ------------------- | ------------------- | ---------------------- | --------- | ---------------------- | ----------------- |
| 1  | Джохор          | Щат                 | Султан              | Джохор Бахру           | 18 987    | 3 348 283              | 176,36            |
| 2  | Кедах           | Щат                 | Султан              | Алор-Сетар             | 9425      | 1 947 651              | 206,65            |
| 3  | Келантан        | Щат                 | Султан              | Кота Бару              | 15 024    | 1 539 601              | 102,48            |
| 4  | Малака          | Щат                 | Губернатор          | Малака                 | 1652      | 821 110                | 497,04            |
| 5  | Негери Сембилан | Щат                 | Янг дипертуан бесар | Серембан               | 6644      | 1 021 064              | 153,68            |
| 6  | Паханг          | Щат                 | Султан              | Куантан                | 35 965    | 1 500 817              | 41,73             |
| 7  | Перак           | Щат                 | Султан              | Ипох                   | 21 005    | 2 352 743              | 112,01            |
| 8  | Перлис          | Щат                 | Раджа               | Кангар                 | 795       | 231 541                | 291,25            |
| 9  | Пулау-Пинанг    | Щат                 | Губернатор          | Джорджтаун             | 1031      | 1 561 383              | 1514,44           |
| 10 | Селангор        | Щат                 | Султан              | Шах Алам               | 7960      | 5 462 141              | 686,20            |
| 11 | Теренггану      | Щат                 | Султан              | Куала Теренггану       | 12 955    | 1 035 977              | 79,97             |
| 12 | Путраджая       | Федерална територия | Президент           |                        | 46        | 72 413                 | 1574,20           |
| 13 | Куала Лумпур    | Федерална територия | Датук бандар        |                        | 243       | 1 674 621              | 6891,44           |
|    | Общо            |                     |                     |                        | 131 732   | 22 569 345             | 171,33            |

## История
Името „Малая“ произхожда от името на река с подобно име на остров Суматра. През 1963 г. названиетоМалайзия е прието за новата Федерация, обединяваща Малая, Северен Борнео, Саравак и Сингапур и е предложено федериране с Филипините.
Западна и източна Малайзия се различават не само географски, но и по различната структура на магистратурата. Източните покрайнини имат повече автономия отколкото първичните полуостровни щатове, като освен това ограничават имиграцията от полуострова.

## Демографски данни
Повечето хора на Полуостров Малайзия етнически малайци, предимно мюсюлмани, като тук живеят и големи китайски и индийски групи. Коренните жители малакския полуостров принадлежат към племенната група, наричана Орангасли и наброяват около 140 000 души, като населяват вътрешните части на региона.

### Западна и Източна Малайзия
Разликата между Запада и Изтока в Малайзия (Сабах и Саравак) е от значение от сферата на географията, тъй като те са били отделни региони до образуването на Федерация Малайзия и източните Щати имат по-голяма автономия. Тези права са издадени в рамките на Споразумение за Саравак (в 18 точки) и за Сабах (в 20 точки) в състава на Федерация Малайзия.